# Кодакио III (Кампобасо)
Кодакио III је насеље у Италији у округу Кампобасо, региону Молизе.
Према процени из 2011. године у насељу је живело 27 становника. Насеље се налази на надморској висини од 688 м.